# Julian Anderson
Julian Anderson (Londres, 6 de abril de 1967) es un compositor y profesor de composición británico.

## Biografía
Anderson nació en Londres. Estudió en la Westminster School, luego con John Lambert en el Royal College of Music, con Alexander Goehr en la Universidad de Cambridge; privadamente, con Tristan Murail en París, y en cursos impartidos por Olivier Messiaen, Per Nørgård y György Ligeti.
De 2000 a 2004 fue Head of Composition en el Royal College of Music, y de 2004 a 2007 Profesor de Música Fanny P. Mason en la Universidad de Harvard. Actualmente es profesor de composición y compositor residente en la Guildhall School of Music and Drama. Fue compositor asociado de la City of Birmingham Symphony Orchestra de 2001 a 2005 y compositor asociado Daniel R. Lewis con la Orquesta de Cleveland de 2005 a 2007. Desde 2002 hasta el final de la temporada de conciertos 2010-2011, fue director artístico de la serie de conciertos 'Music of Today' dirigida por la Philharmonia Orchestra en Londres. Desde 2013-2016 fue compositor residente en Wigmore Hall..
La antigua editora de Anderson, Faber Music, describía su música como:

... caracterizada por un uso fresco de la melodía, por los vívidos contrastes de textura y por un vivo ímpetu rítmico. Tiene un interés continuo en la música de las culturas tradicionales ajenas a la tradición de conciertos occidental. Tiene un amor especial por la música folclórica de Europa del Este, especialmente de las tradiciones lituana, polaca y rumana, y también ha sido muy influenciado por la modalidad de las ragas indias.
... characterised by a fresh use of melody, vivid contrasts of texture and lively rhythmic impetus. He has a continuing interest in the music of traditional cultures from outside the Western concert tradition. He has a special love for the folk music of Eastern Europe–especially of the Lithuanian, Polish and Romanian traditions–and has also been much influenced by the modality of Indian ragas.

Estas influencias se combinan con elementos del modernismo, la música espectral y la música electrónica para formar lo que Gramophone ha llamado «los mundos sonoros vívidos y fascinantes del compositor».
La primera pieza orquestal de Anderson, Diptych, se completó en 1990 y obtuvo un gran éxito, al igual que Khorovod (terminada en 1994) y Alhambra Fantasy (2000), ambas compuestas para la London Sinfonietta. Este último trabajo ha sido interpretado por el Ensemble Intercontemporain, el Asko Ensemble y el Ensemble Modern, a menudo bajo la dirección de Oliver Knussen, quien fue, hasta su muerte en 2018, un colaborador habitual y defensor de la música de Anderson.
Su primer trabajo escrito para la CBSO, Imagin'd Corners, estrenado en 2002, fue descrito por el Daily Telegraph como «seeth [ing] con variedad de textura, dinámica y color, desde la quietud atmosférica de la apertura hasta la alta densidad y tumulto cuando la pieza alcanza su clímax final. Esta es una buena partitura, llena de optimismo y un verdadero impulso creativo». Un año más tarde, Symphony fue compuesta para la CBSO y su director principal Sakari Oramo. Esta obra ganó el premio de 2004 de la British Association of Composers and Songwriters Award a la Mejor Nueva Pieza Orquestal.
En la última década, Anderson ha escrito una gran cantidad de música coral sin acompañamiento, como Sing Unto the Lord (escrita para la catedral de Westminster), I Saw Eternity (2003, interpretada por primera vez por el London Philharmonic Choir) y Four American Choruses (2001-2004; compuesta para el City of Birmingham Symphony Chorus y su director Simon Halsey, quien dio su primer estreno en el Reino Unido en 2005). Si bien parecen más simples en estilo que su música instrumental, estas piezas a menudo están relacionadas con las obras mayores, tanto técnicamente (por ejemplo, 'At the Fountain', el último de los Four American Choruses, tiene la misma base melódica y armónica que un pasaje de Alhambra Fantasy) y estéticamente (la poeta estadounidense Emily Dickinson es una presencia recurrente, al igual que temas de espiritualidad no confesional o de un cristianismo secularizado).
Anderson también ha utilizado dispositivos electrónicos en vivo y pregrabados en su obra de gran escala Book of Hours, para 20 músicos y electrónica, compuesto para el [Birmingham Contemporary Music Group]], que dio la primera actuación en febrero de 2005 con Oliver Knussen. Su tercer y último trabajo orquestal completo compuesto para las fuerzas de Birmingham, Eden, se escuchó por primera vez en el Festival Internacional de Música de Cheltenham 2005, interpretado por la CBSO dirigida por Martyn Brabbins, y es una exploración de la afinación no temperada de la serie armónica. Esta preocupación por fusionar la modalidad temperada y la resonancia no temperada continúa en su obra más grande hasta la fecha, Heaven is Shy of Earth, un oratorio para mezzosoprano, coro y orquesta de casi 35 minutos de duración, encargado por la BBC para los [[Promenade Concerts] de 2006, donde fue estrenado por la cantante Angelika Kirchschlager y la BBC Symphony Orchestra and Chorus dirigidos por sir Andrew Davis. Una nueva versión de esa obra, ampliada mediante la adición de un nuevo (tercer) movimiento, 'Gloria (with Bird)', se estrenó en el Barbican Center el 26 de noviembre de 2010 con Susan Bickley como solista.
Otras obras coral-orquestales llegaron en forma de Alleluia. para coro y orquesta, compuesta para la reapertura del [Royal Festival Hall]] («El London Philharmonic Choir, sin ningún lugar donde esconderse en una acústica tan reveladora, mantuvo el tono admirablemente y entregó una cadencia virtuosa de susurro animado»), y la más corta Harmony, encargada como trabajo de apertura para la temporada 2013 de los BBC Proms. Entre estas obras aparecieron Fantasias, una obra orquestal de 25 minutos estrenada por la Orquesta de Cleveland en noviembre de 2009 que muestra un nuevo interés en las estructuras de múltiples movimientos y The Discovery of Heaven, encargada y estrenada como parte de la residencia del compositor de Anderson con la London Philharmonic Orchestra; las dos últimas obras aparecen en un disco retrato reciente del compositor por la misma orquesta.
Un disco retrato temprano retrato, Alhambra Fantasy, con cinco de las piezas orquestales y de conjunto de Anderson dirigidas por Oliver Knussen, ganó el premio Gramophone (Contemporary) 2007, de una lista corta que también incluía el disco de NMC Book of Hours. (Ambos CD se lanzaron en 2006 y fueron los primeros dos discos disponibles comercialmente dedicados por completo al trabajo de Anderson).
En mayo de 2014, la primera ópera de Anderson, Thebans, recibió su estreno mundial en la English National Opera, dirigida por Edward Gardner. El dramaturgo Frank McGuinness escribió el libreto en tres actos basado en las tres obras tebanas de Sófocles: Edipo el Rey, Edipo en Colonus y Antígona. Pierre Audi, director artístico de la De Nederlandse Opera, dirigió la coproducción entre la English National Opera y el Theatre Bonn. Thebans ganó un premio BASCA de 2015 en la categoría de Obras escénicas.
La música de Anderson es publicada por Schott Music Los trabajos escritos antes de 2014 fueron publicados por Faber Music.

## Obras destacadas
- 1984: String Quartet No. 1 "Light Music"
- 1990: Diptych, para orquesta
- 1994: Khorovod , para ensemble
- 1997: Poetry Nearing Silence (1997), encargada por el Nash Ensemble [7 movimientos cortos; también existe en una versión continua para ballet titulada Towards Poetry]
- 1997: The Crazed Moon , para orquesta
- 1998: The Stations of the Sun, para orquesta, encargado por el BBC Proms
- 2000: Alhambra Fantasy, para ensemble

- 2001: The Bird Sings with its Fingers, cuatro bocetos coreográficos para orquesta de cámara
- 2001-2004: Four American Choruses
- 2002: Imagin’d Corners, para cinco trompas y orquesta
- 2003: I saw Eternity', 'para coro sin acompamiento
- 2004: Symphony, para gran orquesta
- 2004: Book of Hours, para ensamble y electrónica
- 2005: Eden, para orquesta
- 2006: Heaven is Shy of Earth (rev. 2009-2010), para mezzosoprano, coro y orquesta
- 2007: Alleluia, para coro y orquesta, encargado para el concierto de reapertura del Royal Festival Hall
- 2007-2009: Fantasias, para gran orquesta
- 2009: The Comedy of Change, co-comisionado por el ASKO Ensemble y la Rambert Dance Company[11]
- 2010: Bell Mass, para coro y órgano
- 2011: The Discovery of Heaven, para orquesta
- 2013-2014: Thebans, para la English National Opera[12][13]
- 2014: String Quartet No. 2 "300 Weihnachtslieder"
- 2014-2015: In lieblicher Bläue, para violín solo y orquesta, co-comisionado por la London Philharmonic Orchestra, Seattle Symphony Orchestra y Deutsches Symphonie-Orchester Berlin
- 2015: Catalan Peasant with Guitar, para guitarra solo, encargado por el Julian Bream Trust y estrenado por la guitarrista Laura Snowden en el Wigmore Hall
- 2015: Van Gogh Blue, para ensemble
- 2015-2016: Sensation, para piano solo
- 2015-2016: Incantesimi, para orquesta, co-comisionado por la Berlin Philharmonic, Boston Symphony Orchestra y la Royal Philharmonic Society
- 2017: Piano Concerto, "The Imaginary Museum", estrenado en el concierto BBC Proms del 26 de julio de 2017 a cargo de la BBC Scottish Symphony Orchestra, Ilan Volkov (director) y Stephen Osborne (piano).

## Premios
- 1993: Royal Philharmonic Society's Young Composer Prize
- 2001: South Bank Show Award for the Best New Dance Work por The Bird Sings with its Fingers
- 2004: British Composer Award por Symphony
- 2006: Royal Philharmonic Society Award for Large-Scale Composition por Book of Hours
- 2007: Best of Category (Contemporary) Gramophone Award Winner por la grabación de Alhambra Fantasy (BBC Sinfonietta / Oliver Knussen)
- 2011: British Composer Awards por Fantasias y Bell Mass
- 2013: South Bank Show Award por The Discovery of Heaven and for education work with the London Philharmonic Orchestra[14]
- 2015: British Composer Awards por Thebans y String Quartet No. 2
- 2016: Royal Philharmonic Society Award for Small-Scale Composition por Van Gogh Blue
- 2017: BBC Music Magazine Premiere Award por In lieblicher Bläue y Alleluia (LPO Label)[15]